# 肯亞簽證政策

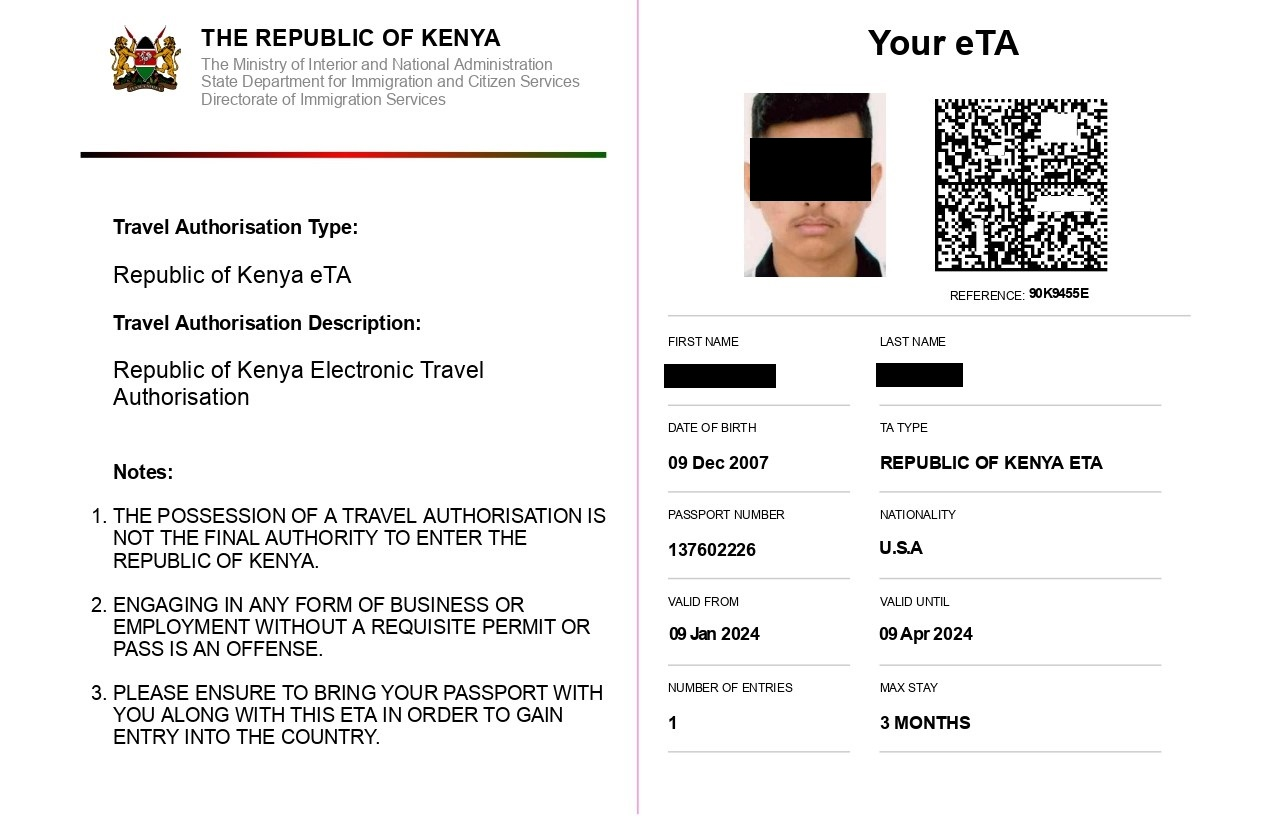
肯尼亚电子旅行授权（eTA）

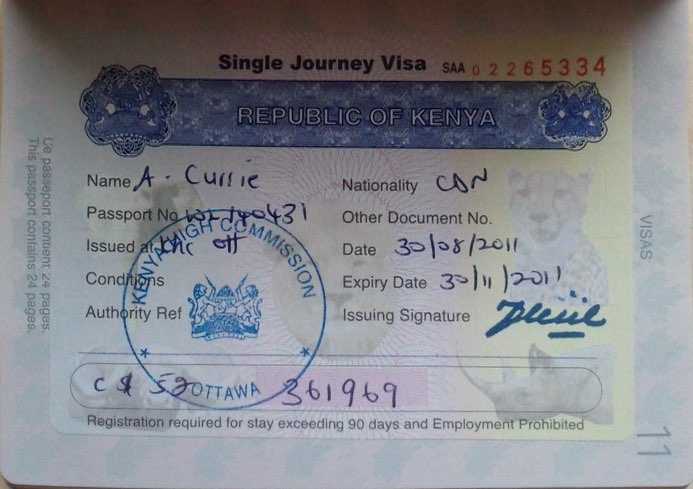
肯尼亚单次签证

肯尼亚于2024年1月1日起对所有外国公民免除了签证要求，但是绝大多数访客都要在出发前获得电子旅行授权（eTA），除非他们是可豁免电子旅行授权国家的公民。

## 签证政策地图

肯尼亚
所有国家的访客均可免签证入境肯尼亚并停留90天。
无需申请电子旅行许可并可使用身份证入境
无需申请电子旅行许可
需要申请电子旅行许可但无需付费
需要申请电子旅行许可且需要付费

## 电子旅行授权（eTA）

### 相关细节
2024年1月1日起，除了下文提及的国家公民以外，其他外国人都需要提前申请电子旅行授权。以下是电子旅行授权的相关细节：
- 有效期：90天
- 入境次数：单次注
- 停留期：90天
- 处理时效：3天
- 申请费：34.09美元
- 所需证明材料：
  - 酒店预订单（如果和朋友同住，也可以提供邀请函）
  - 黄热病疫苗接种证明（如果来自黄热病流行地区）

注：离开肯尼亚前往其他东非共同体成员国的旅客可在电子旅行许可有效期内再次入境肯尼亚。

### 豁免
东非共同体成员国的公民无需在入境肯尼亚前申请电子旅行授权：
| - 刚果民主共和国 - 卢旺达ID | - 南蘇丹 - 坦桑尼亚 - 乌干达ID |

ID - 可凭本人身份证入境
以下国家的公民需要申请电子旅行授权，但无需支付费用：
| - 刚果共和国 - 衣索比亞 | - 莫桑比克 - 圣马力诺 - 南非 |

### 未来的互免签证协议
- 安哥拉和肯尼亚于2023年10月21日同意互免签证并尽快着手实施。[7]
- 印度尼西亞和肯尼亚于2023年8月21日签订了普通护照互免签证协议，但尚未生效。[8]
- 阿联酋和肯尼亚签订了外交护照互免签证协议，但尚未生效。[9]

## 东非旅游签证
肯尼亚、卢旺达和乌干达于2024年2月起开始签发东非旅游签证。该签证不可延期，90天多次有效，签证费100美元，不限国籍，但第一次入境时必须从该签证的签发国入境。